# Nadiža
Nadiža (italijansko Natisone, starolat. tudi Natissa, furlansko Nadison, beneškoslovensko narečno: Nediža) je 60 km dolga reka, ki nastane z združitvijo potokov Beli potok ter mejnega Črnega potoka v Breginjskem kotu na slovensko-italijanski državni meji.

## Opis reke
Nadiža je hudourniškega značaja, zato ima več izvirov. Porečje obsega 309 km². Od sotočja Belega in Črnega potoka do izliva potoka Legrade teče Nadiža po državni meji med Slovenijo in Italijo. Pri Logjeh zavije proti severovzhodu, blizu naselja Kred pa ostro proti jugu v okoli 3 km dolgo in preko 1000 m globoko sotesko med gorama Matajur (1642 m) in Monte Mia/Mija (1237 m). Pri mejnem prehodu Robič prestopi v Italijo, kjer teče čez osrednji del Beneške Slovenije in se pri Čedadu globoko zareže v Furlansko nižino ter se po 60 km celotnega toka izliva v Ter.
V zgornjem toku dela Nadiža nekaj manjših korit. Do Čedada je reka zaradi čistosti bogata z živalskimi vrstami; pogosta je podvrsta primorskega koščaka Austropotamobius pallipes italicus. Ena najbolj čistih in najtoplejših alpskih rek po ustnem izročilu celi rane in ima zdravilen učinek.
Nadižo označujeta spomladanska in jesenska vrhunca in dokajšne nihanje pretoka vode. Srednji letni pretok je 4 m³/s, najvišji spomladanski in jesenski pa 6 - 8 m³/s, minimalen poletni pa 1 m³/s. Reka je poleti topla in zelo priljubljena za kopanje.

## Izvor imena Nadiža in njena zgodovina
Nadiža po pomenu besede je voda, ki z močnim virom privre na dan.
Prvič je bila omenjena že v 7. stoletju, v knjigi zgodovina Langobardov (»Historia Langobardorum«), kjer je Pavel Diakon opisal prihod Slovanov, bitko med Langobardi in slovanskimi bojevniki leta 670 ob reki Nadiži: 
"Broxas dicitur, non longe a Foroiuli....ad ponte Natisonis fluminis"
Istega imena in pomena je tudi izvir dolinske Save v Planici. Nadiža je pristno slovensko ime, zato se njenega izvora ne da razlagati iz drugega jezika. Na zemljevidu je imenovana Natisone, pod Oglejem, kot močan izvirek talne vode, pa nosi ime Natissa. To ime je znano še izza časa starih Rimljanov. Nadiža je takrat bila glavna reka vzhodne Furlanije, v njo se je po mnenju geografa in zgodovinarja Czörniga stekala tudi Soča. Nadiže v današnjem teku stari Rimljani niso poznali. Plinij jo našteva med rekami, ki se izlivajo med Timavom in Plave/Piavo [Piave] v morje, pa ne pozna imena Sontius (Soča). Pavel Diakon opisuje veliko povodenj iz l. 585 n. št. po vsej severni Benečiji. Takrat je mnogo rek menjalo svoje struge. Leta 1490 je bila druga velika povodenj in menda je šele takrat Soča med Villesse (V lesi) in Sv. Petrom [St. Pier d'Isonzo] obrnila na jug, pomaknjeno od pritoka reke Ter v Nadižo. Stara struga Tera v dolnji Furlaniji sedaj ni zdržema vidna nikjer več. Le zadnji izliv, še danes imenovan Natissa, spominja na močno plovno reko, ki je tekla pod velikim rimskim emporijem Aquileia proti Gradežu v morje. Stara Soča, ki bi se bila iztekala v Nadižo, je za časa Rimljanov tvorila meje Italije. Na njenih bregovih so se vršile velike bitke za premoč med zahodom in vzhodom. Vendar dr. Gregorutti (Archeografo Triestino) po ostankih rimskih zgradb, cest in mostov verjetneje dokazuje, da je Soča vedno tekla po lastni strugi od Gradišča doli tik ob vznožju Krasa, ter se iztekala v ‘lacus Timavus’ danes močvirje pod Tržičem ob Lokavcu. Ter in Nadiža sta takrat tekla naravnost proti jugu v današnjo strugo Natisse. Ime Nadiže bi torej kazalo, da so slovenski pastirji in poljedelci starodavno pleme, ki je še pred Rimljani in pred Oglejem bivalo od Karnijskih Alp pa do morja. (Henrik Tuma, Izza velike vojne)

## Galerija
Slike so prikazane po vrsti od izvirov do izliva.
- Sotočje Rio Bianco Belega potoka desno Črnega potoka
- Most na Nadiži - Ponte Vittorio
- Sotočje Nadiže in Legrade
- Nadiža poleti s pretokom 0.7 m³/s ter Nadiža po dežju s pretokom 210 m3/s. Slikano pod Logmi
- Stari Loški most (Napoleonov most)
- Dolina Nadiže
- Nadiža, Breginjski kot
- Monte Mia/Mija spodaj Nadiža
- Matajur, Nadiža in Monte Mia/Mija
- Nadiža zavije proti jugu
- Dolina Nadiže iz Monte Mia/Mija - La valle del Natisone dal monte Mia
- Nadiža pogled iz Hudičevega mostu na Čedad
- Izliv Nadiže v Ter

## Znamenitosti
- Nadiški slap
- korita
- kamnit Napoleonov most čez Nadižo